# Stadio Ahmed bin Ali
Lo stadio Ahmed bin Ali è uno stadio calcistico di Al Rayyan, una delle città principali del Qatar.
Quando è stato inaugurato nel 2003, lo stadio poteva ospitare fino a 21 282 posti a sedere e tutti i settori erano scoperti ad eccezione della tribuna principale. Nel 2015 è stato demolito per dare spazio alla nuova struttura, costruita tra il 2016 e il 2018, per poter ospitare il campionato mondiale di calcio del 2022, dotata di copertura degli spalti e la capienza è stata portata a  45 032 spettatori. Dopo la fine della competizione la capienza è stata ridotta a 21 000 spettatori.
Oltre ai mondiali di calcio, nel 2011 lo stadio ha ospitato alcune partite della Coppa d'Asia tenutasi in Qatar.